# Маршалок великий коронный

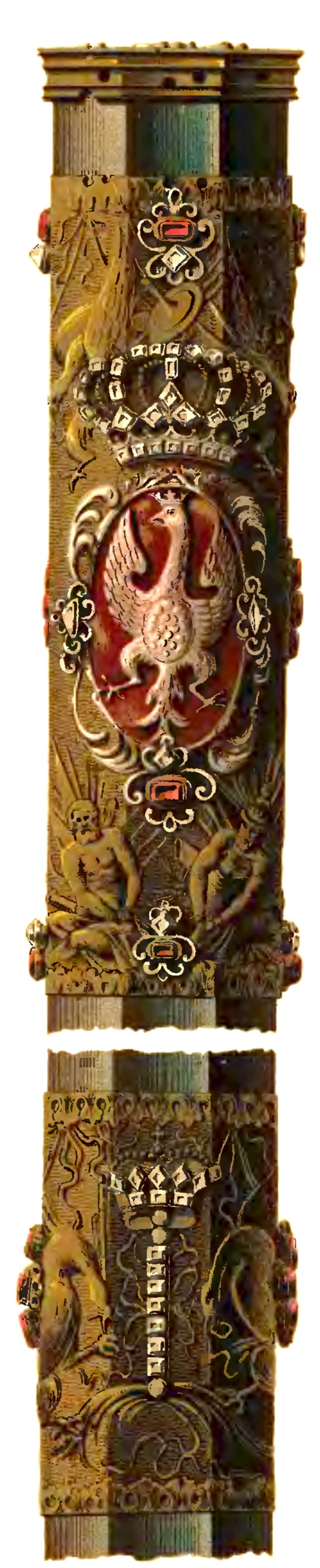
Жезл маршалка великого коронного со времён Яна Собеского

Марша́лок вели́кий коро́нный (пол. Marszałek wielki koronny) — должностное лицо (маршалок) Королевства Польского.
Маршалок коронный наблюдал за порядком и этикетом при дворе короля, обеспечивал безопасность короля, исполнял полицейскую и судебную власть в столице и королевской резиденции. Маршалковские артикулы — оговаривали поступки, которых граждане всякого чина и сословия должны избегать под страхом наказания. Исполнял судебную власть — сам или через заместителя — маршалковского судью (мог приговаривать к денежным штрафам, тюремному заключению, смертной казни). Для обеспечения королевской безопасности и приведения приказов в исполнение имел вооруженную силу — солдат-«венгров».
Исполнял обязанности хозяина королевской резиденции, обеспечивал прием послов, допускал к аудиенции послов, занимался устройством депутатов сейма и других лиц, прибывших к королю. Руководил работой элекционного сейма, оглашал имя избранного короля. Следил за порядком во время работы вального сейма. Заседал в каптуровом суде (временный чрезвычайный суд в Речи Посполитой для рассмотрения срочных дел и обеспечения внутренней безопасности во время безкоролевья).
Надворный маршалок — осуществлял власть великих маршалков во время их отсутствия.

## Обязанности

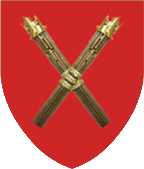
Жезлы маршалка

Обязанностями маршалка великого коронного являлись: распоряжение придворными церемониями, удаление непослушных, расследование проступков и наказание виновных. Король Станислав-Август, освободив маршалка великого коронного от обязанностей по управлению двором, сохранил за ними маршалковскую юрисдикцию; сеймовым постановлением 1776 года учрежден был маршалковский суд (пол. marszalkowski sąd). Когда король находился в Польше, в суде этом председательствовал великий маршалок коронный, а во время пребывания короля в Литве — великий Маршалок литовский; но во время сейма во всяком случае председательствовал великий маршалок коронный. В состав маршалковского суда входили четыре сенатора и четыре других сановника (коронные или литовские). Предметы ведения этого суда: дела уголовные; таксы съестных припасов и товаров, за исключением продуктов, принадлежавших шляхте; дела о долгах, превышавших 500 злотых; дела апелляционные о неисполнении таксы. Впоследствии разбирательству его подлежали долги иностранцев, дела о чистоте улиц и пожарные. Постановления маршалковского суда обжалованию не подлежали.

## Другие маршалки
- Маршалок дворный — то же, что министр двора;
- Маршалок сейма — председатель сейма;
- Маршалок трибунальский — председатель Главного литовского трибунала;
- Маршалок губернский, поветовый — губернский, уездный предводитель дворянства.